# Благовещение (картина Леонардо да Винчи)
«Благове́щение» (итал. Annunciazione) — одно из самых ранних живописных произведений Леонардо да Винчи. Предположительно создано в 1472—1475 годах, когда Леонардо ещё работал в мастерской своего учителя Верроккьо. Картина иллюстрирует евангельский текст о Благовещении — возвещении архангелом Гавриилом Деве Марии о будущем рождении Иисуса Христа.
Картина находилась в церкви Святого Варфоломея в Монте-Оливето-Маджоре под Флоренцией и считалась работой отца (или сына) Гирландайо. В 1867 году поступила в галерею Уффици. Джованни Морелли атрибутировал её Лоренцо ди Креди. Это вызвало возражения Карла Липгарта, который, следуя принципам Густава Фридриха Ваагена, указал на сходство «Благовещения» с ранними работами Леонардо. Предположение об авторстве последнего поддержал и Джон Рёскин. Окончательно развеяла сомнения в авторстве Леонардо публикация 1907 года рисунка руки ангела для «Благовещения» (хранится в Картинной галерее Оксфорда).
 Композиция картины следует традиции «Вертограда заключенного» (Райского сада). На переднем плане художник изобразил коленопреклоненного крылатого архангела Гавриила с белой лилией (символ непорочности Девы Марии) в левой руке. Правой рукой архангел благословляет сидящую у своего дома Марию. Одеяния архангела стелются по ковру из цветов и трав, изображённых довольно условно. Деву Марию художник, согласно традиции, написал с Библией, которая помещена на мраморную подставку, богато украшенную рельефом. Горизонтально ориентированная композиция даёт возможность художнику поместить на дальнем плане обширный пейзаж: силуэты деревьев, уходящая вдаль река с виднеющимися мачтами кораблей, башни и стены портового города, окутанные бледно-голубой дымкой вершины гор.
Рентгеновское исследование картины позволило установить, что вначале голова Марии была наклонена сильнее и рисунок рук был другим. Чело Марии должна была украшать цепочка с подвесками.